# Karv

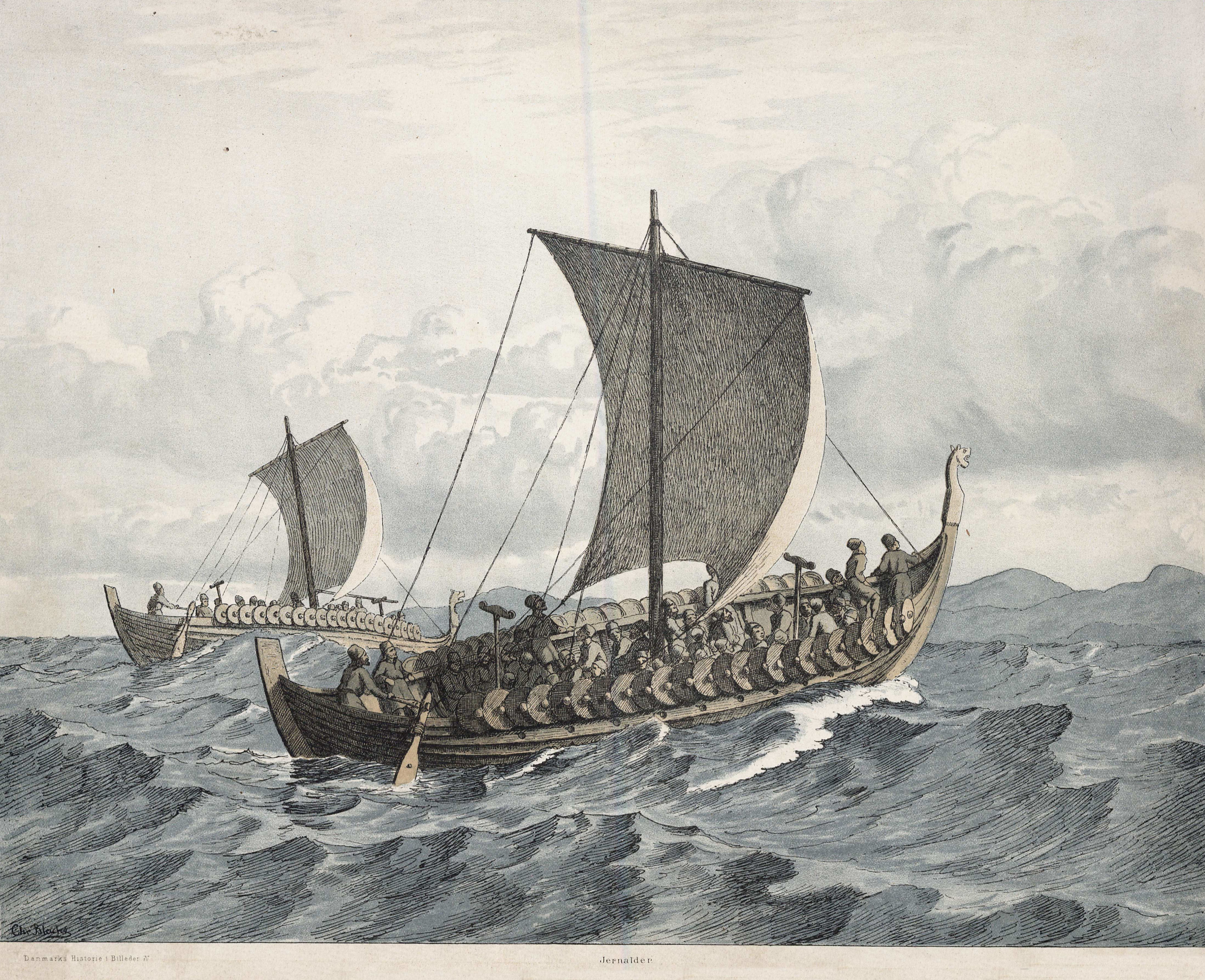
Gravure

Le karv(e) (vieux norrois karfi) est un petit type de bateau viking avec une large coque, un peu similaire au knarr (vieux norrois knörr). Le karv était utilisé à la fois comme petit navire de guerre comme transport de marchandises et comme bateau de croisière. La fonction de bateau marchand était surtout assurée par un troisième type de navire avec le knarr, à savoir le byrding (vieux norrois byrðingr).

## Historique
Le terme karfi apparaît pour la première fois dans une strophe d’Egil Skallagrimson de 934 et il est utilisé par la suite régulièrement jusqu'en 1381. Enfin on le rencontre pour la dernière fois dans un document relatif à la propriété d'un chanoine de la cathédrale de Nidaros (Trondheim) en Norvège.
Un de ces vaisseaux était le cadeau d’Olaf Tryggvason à Harek de Tjøtta ; un navire de 10 ou 12 paires de rameurs et 30 hommes à bord. Olaf Haraldsson a également offert un karfi à Ketil de Ringanes. Il avait 15 paires d'avirons. Les karfi étaient souvent des navires de croisière et d’apparats pour les nobles et les notables, c'est pour cette raison que leur construction était soignée et faisait appel au savoir-faire et aux techniques les plus développées de l'époque.
Les navires funéraires de Gokstad, d’Oseberg et de Tune devaient être parmi les plus grands de ce type. Dans les sagas, un karfi n'avait jamais moins de six paires d'avirons et jamais plus de 16. Le plus gros d'entre-eux est mentionné dans la Grettis saga islandaise, il s'agit de celui qui compte 16 paires de rames. Le plus petit karfi quant-à-lui se trouve dans la Egils saga avec seulement six hommes de chaque côté.

## Description
C'est plutôt un bateau d'apparat pour les chefs ou les rois, mais il doit être polyvalent pour pouvoir être utilisé comme navire de guerre ou marchand. Il est muni d'un pont et d'un abri pour rendre le transport plus agréable aux personnalités qui s'y embarquent. Les rameurs ne sont pas assis sur des bancs, prenant toute la largeur, mais sur des coffres amovibles qui sont retirés quand le navire est sous voile. Il était équipé de 13 à 16 paires d'avirons au maximum.
Comme il a aussi un faible tirant d'eau, il est aussi employé sur les voies fluviales pour le cabotage.
Le karv peut avoir un maître-bau allant jusqu'à 5 m et d'une longueur maximale de 21 m permettant d'atteindre le nombre de 13 à 16 paires de rames.
Le bateau de Tune norvégien, exposé au Musée des navires vikings d'Oslo, est un exemple de navire viking de type karv.